# Gut (Wirtschaftswissenschaft)
Güter (englisch products oder auch goods and services als fester Ausdruck) sind in der Wirtschaftswissenschaft alle materiellen und immateriellen Wirtschaftsobjekte, die der Bedürfnisbefriedigung der Wirtschaftssubjekte dienen.

## Allgemeines
Die Güterwirtschaft als das Wirtschaften mit Gütern ist eines der wichtigsten Untersuchungsobjekte der Volkswirtschaftslehre. Wirtschaften ist die Disposition „über knappe Güter, soweit sie als Handelsobjekte (=Waren) Gegenstand von Marktprozessen sind (oder zumindest potenziell sein können).“ Güter werden auf den Gütermärkten gehandelt, auf denen das Güterangebot der Hersteller und Händler auf die Güternachfrage der Verbraucher trifft. Die Gegenleistung der Nachfrager besteht bei modernen Gütermärkten in Geld, früher bestand sie beim Naturaltausch in anderen Gütern. Diesen Bestandsgrößen stehen im Wirtschaftskreislauf die Stromgrößen der Güterströme und der Geldströme gegenüber, die in der Realwirtschaft bzw. der Finanzwirtschaft fließen.
Wirtschaftliches Gut kann man einteilen in:
- lang- und kurzlebiges Gut,
- Verbrauchs- und Gebrauchsgut, die als Konsumgut zusammengefasst werden,
- Vorleistungs- und Investitionsgut, die zu den Produktionsmitteln gezählt werden.

Im engeren Sinn versteht man Güter als Wirtschaftsgüter; diese werden über ihre Knappheit definiert (deshalb auch knappe Güter genannt): es handelt sich um ein Gut, das nicht zu jeder Zeit und an jedem gewünschten Ort in der gewünschten Qualität und Menge zur Verfügung steht. Wichtige Eigenschaften von Wirtschaftsgütern sind die Tausch- und Marktfähigkeit.

## Bedeutung
In den Wirtschaftswissenschaften geht man davon aus, dass die Menschen unendlich viele Bedürfnisse haben („Unersättlichkeitsaxiom“). Das heißt, die Bedarfsmenge ist immer größer als die Angebotsmenge. Die infolge dieser Knappheit definierten Wirtschaftsgüter bilden die Grundlage der Definition des Wirtschaftens. Da die Bereitstellung von Gütern Kosten verursacht, sind wir zu wirtschaftlichem Handeln gezwungen.
Unter Wirtschaften versteht man das Entscheiden über knappe Güter. Dieser Tatbestand wird von vielen als ein konsistenter, raum- und zeitunabhängiger sowie ideologieindifferenter Fragenkreis betrachtet, der den betriebswirtschaftlichen Erkenntnisgegenstand operational und angemessen präzise bestimmt.
Güter sind also ein zentrales Element jeder wirtschaftswissenschaftlichen Untersuchung. Aufgrund ihrer allgemein gehaltenen Definition erfassen die Wirtschaftswissenschaften de facto alle Mittel und Leistungen als „Gut“, die irgendeinen Nutzen stiften. Somit sind es letztlich auch Güter, die aus volkswirtschaftlicher Sicht die ökonomische Wohlfahrt bestimmen.
Aufgrund ihrer Wohlfahrtswirkungen besteht eine grundlegende Aufgabe der Wirtschaftspolitik darin, für Rahmenbedingungen zu sorgen, die eine möglichst optimale Zuteilung von Gütern auf die Nachfrager ermöglichen.

### Bereitstellung und Verteilung
Was die Marktteilnehmer motiviert, Güter zu produzieren oder bereitzustellen und zu verteilen, lässt sich wie folgt systematisieren:
Bereitstellung
Am erfreulichsten wäre es, wenn die Güter als Gaben der Natur (Naturprodukte) oder aus Spaß und Altruismus bereitgestellt würden. Eine weitere Möglichkeit sei autoritärer Zwang. Diese Gründe allein würden aber in modernen Industriegesellschaften nicht ausreichen eine zufrieden stellende Güterversorgung sicherzustellen. Unbedingt nötig seien Anreize; neben nichtmonetären Anreizen wie Lob, Orden oder Prestige käme es hier auf finanzielle Anreizsysteme an – siehe auch Anreiz-Beitrags-Theorie von Simon, March und Barnard. Gemeint sind konkret erzielbare Einkommen oder mögliche Einsparung von Ausgaben.
Verteilung
Die Arbeitsteilung und die damit einhergehende Tatsache, dass kaum jemand mehr in der Lage ist, auch nur ein Gut allein herzustellen, veranlassen uns zum Tausch. Aufgrund der Knappheit der Güter muss eine Rationierung stattfinden. Es gibt vier große Prinzipien, nach denen die Verteilung erfolgen kann:
+ Markt. In einer kompetitiven Ökonomie, in der alle Güter auf Märkten frei getauscht werden, wird eine Pareto-effiziente Allokation der Ressourcen erreicht. Es gilt das Prinzip der Zahlungswilligkeit: Wer den Marktpreis bezahlt, bekommt das Gut.
- Autorität. Eine Form von Zwang: mittels selbst gewählter oder demokratisch bestimmter Kriterien werden Gesetze erlassen, die die Verteilung bestimmen. Probleme sind hier mögliche Korruption oder die faktische Unmöglichkeit einer Autorität, alle Bedürfnisse der Betroffenen zu kennen.
- Verhandlung. Ein durch Diskussion herbeigeführter Einigungsprozess. Hier bleibt fraglich, ob alle Betroffenen sich tatsächlich treffen können oder durch Repräsentanten vertreten werden. Nicht geringen Einfluss haben Machtpositionen oder individuelles Verhandlungsgeschick; sogar die Tradition kann ein eigenständiges Prinzip der Zuteilung sein.
- Wahl. Die Betroffenen entscheiden zwischen einer Auswahl Alternativen direkt. Auch hier gestaltet sich die Umsetzung als kompliziert.

Die einzelnen Prinzipien sind nie in Reinform anzutreffen – so ist die Soziale Marktwirtschaft eine Kombination aus Marktmechanismus und Teilkontrolle durch den Staat, z. B. bei der Bereitstellung öffentlicher Güter und beim Einsatz von Steuer oder Subvention.

## Gütertypologie
Güter lassen sich wie folgt typisieren:
| Merkmal                                        | Güterart                                                    | Beispiel                                                      |
| ---------------------------------------------- | ----------------------------------------------------------- | ------------------------------------------------------------- |
| Verwendungszweck                               | Investitionsgüter Konsumgüter                               | Betriebs- und Geschäftsausstattung Haushaltsgeräte            |
| Häufigkeit der Verwendung                      | einmalig: Verbrauchsgüter mehrmalig: Gebrauchsgüter         | Lebensmittel Fahrzeuge                                        |
| physische Beschaffenheit                       | Sachgüter immaterielle Güter digitale Güter virtuelle Güter | Handelswaren Dienstleistungen Software Computerspiele         |
| Funktionale Austauschbarkeit zu anderen Gütern | Komplementärgüter Substitutionsgüter                        | Kraftfahrzeug und Kraftstoff Schafwolle und Baumwolle         |
| Eigentümer                                     | öffentliche Güter private Güter                             | Verkehrswege Kleidung                                         |
| Knappheit                                      | freie Güter knappe Güter                                    | Luft Luxusgüter                                               |
| Mobilität                                      | bewegliche Güter unbewegliche Güter                         | Mobilien Immobilien                                           |
| Nachfrageänderung durch Einkommensänderung     | normale Güter inferiore Güter                               | positive Einkommenselastizität negative Einkommenselastizität |

Gemeingüter können entweder private Güter (Einfamilienhaus) oder echte Gemeingüter sein. Zu letzteren gehören Allmendegüter (Turnhalle eines Sportvereins), Klubgüter (Pay-TV) oder öffentliche Güter (Wikipedia).
Oft werden den Gütern die Dienstleistungen gegenübergestellt, obwohl letztere ebenfalls zu den Gütern gehören. Das liegt daran, dass sich in der Betriebswirtschaftslehre die Produktionsprozesse beider unterscheiden. Während Güter aus der Kombination klassischer Produktionsfaktoren am Ende eines Produktionsprozesses als Produkte entstanden sind, erfolgt bei Dienstleistungen die Leistungserstellung erst bei der Nachfrage vor allem durch den Kunden als externem Produktionsfaktor (etwa der Kunde beim Friseur).

## Erläuterungen
Wesentliche Inhalte der Klassifikation gehen auf Erich Kosiol zurück. Das sind unter anderem die Unterscheidung nach Real- und Nominalgütern, materiellen und immateriellen Gütern, abgeleiteten und ursprünglichen Gütern.

### Nach Verfügbarkeit
Hier lassen sich freie und knappe Güter unterscheiden.
Freie Güter
Ein Gut ist frei, wenn es im betreffenden Gebiet zur betrachteten Zeit in so großer Menge vorhanden ist, dass jeder Mensch so viele Einheiten des Gutes konsumieren kann, wie er will, beziehungsweise bis seine Sättigungsmenge erreicht ist.
Als Beispiele werden häufig Luft zum Atmen oder Wasser genannt. Diese pauschalen Beispiele sind problematisch, denn es sollte bei einer Betrachtung keiner der drei in der Definition genannten Aspekte vernachlässigt werden. So ist die Luft im Jahr 2011 in Deutschland an der Ostsee frei – in manchen Städten wird sie aber indirekt bewirtschaftet (siehe Umweltzone). Ferner denke man an die Luft in der Internationalen Raumstation, deren Transport und Aufbereitung Kosten verursacht.
Da freie Güter in einem ausreichenden Maße zur Verfügung stehen, haben sie keinen Preis. In einem marktwirtschaftlichen System ist der Preis der Indikator für die Knappheit eines Gutes. Ergo gilt: je knapper ein Gut, desto höher sein Preis. Die Begriffe Preis und Kosten müssen hier weit gefasst werden, da ein Einzelner oft für die Nutzung eines Gutes nicht zu bezahlen braucht.
Freie Güter sind nicht zu verwechseln mit Gemeingütern. Diese sind zwar für alle Nachfrager frei zugänglich, ihre Bereitstellung ist jedoch meistens mit Kosten verbunden. So kann beispielsweise eine Gemeinde oder ein privater Betreiber eines Supermarkts Parkplätze für Autofahrer kostenfrei anbieten. Das Angebot an Parkplätzen ist jedoch naturgemäß begrenzt und kann deshalb knapp sein (→ Tragik der Allmende).
Knappe Güter
Im Gegensatz zu den freien Gütern stehen knappe Güter (auch ökonomische Güter, wirtschaftliche Güter oder Wirtschaftsgüter) nicht in einem ausreichenden Maß zur Verfügung. Knappe Güter müssen durch die wirtschaftliche Tätigkeit von Menschen erzeugt oder bereitgestellt werden. In einem marktwirtschaftlichen System erfolgt der Ausgleich zwischen dem knappen Güterangebot und der weitaus höheren Nachfrage meist über den Preis. So wird bei einem hohen Preis ein Gut in der Regel weniger nachgefragt als bei einem niedrigeren Preis. Wirtschaftliche Güter werden in Realgüter (Sachgüter, Dienstleistungen und Rechte) sowie Nominalgüter (Geld und geldwerte Zahlungsmittel) eingeteilt.

### Nach Ausschließbarkeit und Rivalität
Güterarten nach dem Kriterium der Ausschließbarkeit (Exkludierbarkeit) anderer potenzieller Nutzer
|                    | Rivalitätsgrad = 0             | Rivalitätsgrad = 1                              |
| ------------------ | ------------------------------ | ----------------------------------------------- |
| Exklusionsgrad = 0 | öffentliches Gut (z. B. Deich) | Allmendegut (z. B. überfüllte Innenstadtstraße) |
| Exklusionsgrad = 1 | Klubgut (z. B. Pay-TV)         | Privates Gut (z. B. Speiseeis)                  |

Hier kann man unterscheiden in Ausschluss ermöglichende Güter und Ausschluss nicht ermöglichende Güter. Die meisten Güter des täglichen Lebens machen es möglich, Personen von ihrem Konsum auszuschließen. Nicht der Fall ist dies jedoch bspw. bei Luft; um eine Person vom Konsum der Luft auszuschließen, müsste die in ihrem Umfeld befindliche Luft abgepumpt werden. Typische andere Beispiele für Güter, die keinen Ausschluss einzelner Personen ermöglichen, sind Landesverteidigung (man kann nicht einen einzelnen Bürger davon ausschließen, dass er im Falle eines Angriffs militärisch verteidigt wird) oder Deiche (alle Menschen, die hinter einem Deich wohnen, werden vor Hochwasser geschützt – der Ausschluss einzelner ist nicht möglich). Jedoch zeigt sich eine Tendenz zu zunehmender Ausschließbarkeit: Güter wie Fernsehen oder die Benutzung von Straßen erlauben heute, anders als früher, den Ausschluss einzelner (über Pay-TV und Maut). Anders ausgedrückt: Das Erreichen von Ausschließbarkeit ist lediglich eine Frage des Aufwandes – durch erhöhte Aufwendungen (meist Kosten) könnte der erwähnte Deich beispielsweise um ein bestimmtes Haus herum gebaut werden. Das wiederum würde es vom Schutz ausschließen.
Güterarten nach der Rivalität im Konsum
Man unterscheidet hier in rivale Güter und nicht-rivale Güter. Güter mit Rivalität zeichnen sich dadurch aus, dass der Konsum eines Gutes durch einen Konsumenten den Konsum desselben Gutes durch einen anderen Konsumenten be- oder verhindert. Typische nicht-rivale Güter sind z. B. Fernsehen (wenn im Nachbarhaus ferngesehen wird, verschlechtert sich der eigene Empfang dadurch nicht) oder Atmen. Allerdings ist die Rivalität bzw. Nichtrivalität auch situationsabhängig: Schaut man sich in der Eckkneipe ein Fußballspiel im Pay-TV an, so wird der Konsum des Einzelnen mit jedem weiteren Kneipengast eingeschränkt. Ebenso erhöht sich die Konsumrivalität beim Atmen in einem stecken gebliebenen Fahrstuhl erheblich. Hingegen kann ein Brot, das ein Konsument isst, nicht gleichzeitig in vollem Umfang von einer anderen Person konsumiert werden. Auch in dieser Kategorie ergeben sich Grauzonen: So ist das Gut Autobahnbenutzung zunächst nicht rival, da ein zweites Auto auf der Autobahn den einzelnen Fahrer nicht stört. Bei stark zunehmendem Verkehr jedoch wird auch die Autobahnbenutzung rival.

### Verschiebungen der Güterkategorie
Güter behalten ihre Kategorie nicht dauerhaft bei, sondern können sie auch ändern. So kann Musik ein öffentliches Gut (kostenloses Open-Air-Konzert) sein, aber auch ein Klubgut (Eintrittsgeld im Opernhaus) oder ein privates Gut (Audio-CD oder Schallplatte).

### Nach Gegenständlichkeit (Materialität)
Es wird diesbezüglich in materielle Güter (auch als „Sachgüter“ bezeichnet, z. B. Haus) und immaterielle Güter unterschieden. Letztere lassen sich wiederum unterteilen in Dienstleistungen (z. B. Arztbesuch) und ideelle Güter (wie z. B. Patente). Auch hier ist der Übergang fließend. So ist ein Auto zweifelsohne ein Sachgut, während der Kundendienst an besagtem Auto eine Dienstleistung ist.

### Nach Verwendungszweck und Nutzungsdauer
Güterarten nach ihrem Verwendungszweck
Es werden hier unterschieden Konsumgüter (z. B. Nahrungsmittel, Bücher, Privatautos, Wohnungseinrichtung usw.)  von Produktionsgütern (z. B. eine kommerzielle Eismaschine, Firmengebäude, Firmenauto, Benzin, Strom, Wasser usw.). Produktionsgüter werden von den Unternehmen gekauft und dienen der Herstellung von Konsumgütern, während Konsumgüter durch die privaten Haushalte gekauft werden.
Güterarten nach Stellung im betriebswirtschaftlichen Produktionsprozess
Man unterscheidet zwischen Input- und Outputgütern. Inputgüter gehen als Produktionsfaktor in den Produktionsprozess ein und sind am Ende Bestandteil von Outputgütern. Konsumgüter sind immer Outputgüter, während Produktionsgüter sowohl Outputgüter als auch Inputgüter darstellen, wenn sie Bestandteil eines nachgelagerten Produktionsprozesses werden.
Güterarten nach ihrer Nutzungsdauer
Diese Güter können noch weiter nach ihrer erwarteten Nutzungsdauer unterschieden werden; man unterscheidet hierbei dauerhaft nutzbare Güter (d. h., Güter, deren erwartete Nutzungsdauer mehr als ein Jahr beträgt) und nicht-dauerhaft nutzbare Güter (also Güter mit einer erwarteten Nutzungsdauer von weniger als einem Jahr).
Zusammenfassung
|                                          | Produktionsgut                                            | Konsumgut                                                 |
| ---------------------------------------- | --------------------------------------------------------- | --------------------------------------------------------- |
| langlebiges Gut (Gebrauchsgut i. w. S.)  | Investitionsgut (z. B. Produktionsmaschinen, Bürogebäude) | Gebrauchsgut (z. B. Wohngebäude, Einrichtungsgegenstände) |
| kurzlebiges Gut (Verbrauchsgut i. w. S.) | Vorleistungsgut (z. B. Schmieröl, Lacke, Elektromotoren)  | Verbrauchsgut (z. B. Lebensmittel)                        |

Konsumgüter, die sich bei einmaliger Nutzung verbrauchen, bezeichnet man als Verbrauchsgüter, Konsumgüter, die über einen längeren Zeitraum genutzt werden können, als Gebrauchsgüter. Eine Kaffeemaschine im privaten Haushalt ist ein Gebrauchsgut, da sie über einen längeren Zeitraum verwendet wird, das zugehörige Kaffeepulver ist aufgrund seiner einmaligen Nutzbarkeit jedoch ein Verbrauchsgut.
Produktionsgüter, die über einen längeren Zeitraum im Unternehmen genutzt werden, bezeichnet man als Investitionsgüter, Produktionsgüter mit einer geringeren erwarteten Nutzungsdauer nennt man Vorleistungsgüter. Eine in einem Unternehmen genutzte Lackiermaschine ist demnach aufgrund ihrer Langlebigkeit ein Investitionsgut, der von ihr verwendete Hilfsstoff Lack ist hingegen ein Vorleistungsgut.

### Nach Produktionseigenschaft
Trennung in direkte Güter oder auch Rohstoffe, die direkt in eine Produktion fließen (z. B. Metall für ein Autowerk) und indirekte Güter, die zur Aufrechterhaltung des Betriebes dienen (z. B. Schleifpapier, Büromöbel). Letztere werden im Kontext der elektronischen Beschaffung oft MRO-Güter genannt (vom englischen Maintain – Repair – Operate).

### Nach Nachfrageverhalten
Nachfrageverhalten in Abhängigkeit vom Preis des Gutes
- Gewöhnliche Güter zeichnen sich dadurch aus, dass sie bei steigendem Preis in geringerem Umfang nachgefragt werden (negative Preiselastizität).
- Hingegen wird ein Giffengut bei steigendem Preis vermehrt konsumiert (positive Preiselastizität).

Dieser sog. Preiseffekt kann durch die Preis-Konsum-Kurve und die Nachfragekurve abgebildet werden.
Nachfrageverhalten in Abhängigkeit vom Einkommen
- Inferiore Güter werden bei steigendem Einkommen in geringerem Umfang nachgefragt (negative Einkommenselastizität: {\displaystyle \eta _{i}\leq 0}).
- Normale Güter werden bei steigendem Einkommen in höherem Umfang nachgefragt (positive Einkommenselastizität: {\displaystyle \eta _{i}>0}).
  - Bei notwendigen Güter (oder auch Sättigungsgütern) sinkt der Nachfragezuwachs kontinuierlich (die Engel-Kurve verläuft dementsprechend konkav), bis die Sättigungsmenge erreicht ist (Einkommenselastizität: {\displaystyle 0<\eta _{i}\leq 1}).
  - Bei superioren Gütern (oder auch Luxusgütern) hingegen steigt auch der Nachfragezuwachs immer weiter an (die Engel-Kurve verläuft konvex), d. h. bei steigendem Einkommen wird sogar überproportional mehr nachgefragt (Einkommenselastizität: {\displaystyle \eta _{i}>1})

Dieser sog. Einkommenseffekt kann durch die Einkommens-Konsum-Kurve und die Engel-Kurve abgebildet werden.
Nachfrageverhalten zwischen zwei Gütern
- Substitutionsgüter sind Güter, die sich ersetzen, also austauschbar sind. Folglich steigt bei einem Substitutionsgut die Nachfrage, wenn sich das andere Gut verteuert.

Dabei können verschiedene Grade an Substituierbarkeit unterschieden werden: Können zwei Güter vollkommen gegenseitig ersetzt werden, ohne dass zusätzliche Kosten, Qualitätsunterschiede oder ähnliche Anreize auftreten, die den Konsumenten dazu veranlassen könnten, ein Produkt zu bevorzugen, spricht man von einem perfekten oder vollkommenen Substitutionsgut. Die Grenzrate der Substitution des einen Guts für das andere ist konstant. Typische Substitutionsgüter sind Brot und Brötchen.
Sind beide Güter nicht vollkommen durch das jeweils andere ersetzbar, so spricht man von unvollständigen Substituten. Zurückzuführen ist die nicht vollständige Substituierbarkeit auf qualitative oder preisliche Unterschiede zwischen den Gütern. Beispiele für unvollständige Substitute sind CDs und Audio-Kassetten; zwar ermöglichen beide das Aufnehmen und Wiedergeben von Musik, allerdings unterscheiden sie sich in Qualität und Speicherplatz.
- Komplementärgüter sind Güter, die sich gegenseitig beim Gebrauch ergänzen. Sie werden gemeinsam nachgefragt. Folglich sinkt die Nachfrage nach einem Gut, wenn der Preis seines Komplementärguts steigt.

Auch hier lassen sich verschiedene Grade unterscheiden: Können zwei Güter nur zusammen konsumiert werden, so spricht man von perfekten Komplementen – der Kauf des einen Gutes ist ohne gleichzeitigen Kauf des anderen Gutes sinnlos. Mathematisch ausgedrückt ergibt sich der Nutzen des Konsumenten ({\displaystyle U}) also aus {\displaystyle U(x_{1},x_{2})=\min\{x_{1},x_{2}\}}. Beispiele für perfekte Komplemente sind rechte und linke Handschuhe.
Im Gegensatz dazu sind unvollständige Komplemente solche Güter, die sich zwar ergänzen, aber auch einzeln am Markt nachgefragt werden – z. B. Computer, Drucker und Bildschirm.
Nachfrageverhalten nach sozialen Effekten
Die folgenden Fälle stellen Besonderheiten in der Nachfrage nach Gütern dar, welche durch soziale Effekte verursacht werden:
- Veblen-Effekt: Dadurch, dass etwas teuer / exklusiv ist (selbst wenn es keinen Nutzen hat), wird es nachgefragt
- Snob-Effekt: Die Nachfrage geht (insbesondere bei Stammkunden) zurück, wenn bestimmte Gruppen ein Gut ebenfalls nachfragen
- Mitläufer-Effekt: Man möchte etwas haben, nur weil es jemand anderes hat

Güterarten nach Nachfragerpräferenzen
Güter lassen sich auch danach unterscheiden, ob ein Nachfrager für verschiedene Fabrikate einer Gutsklasse unterschiedliche Präferenzen (Vorlieben) aufweist. Wenn ja, so spricht man von heterogenen Gütern, wenn nein von homogenen Gütern.
Die unterschiedlichen Präferenzen können sowohl durch objektive Produktunterschiede (Größe, Zweck, Qualität etc.) begründet sein als auch durch subjektive Produktunterschiede (z. B. Markenimage). Typische Beispiele sind elektrischer Strom (für homogene Güter) und Autos (für heterogene Güter).
Homogene Güter sind vollkommen gegeneinander austauschbar. Dabei existieren weder objektive Unterschiede (d. h. die Güter sind materiell, von ihrem Zweck, ihrem Kaufort etc. gleichartig) noch subjektive Unterschiede (d. h. die Nachfrager haben auch keinerlei Präferenzen für bestimmte Anbieter). Liegt ein homogenes Gut vor, bestimmt also allein der Preis die Kaufentscheidung.
Die Homogenität der Güter ist eine notwendige Voraussetzung für den vollkommenen Markt. Beispiele für homogene Güter sind Call-by-Call-Telefontarife, elektrische Energie, Aktien vom gleichen Unternehmen. Von der Beschaffenheit weitgehend homogen sind Banknoten der gleichen Währung und Kraftstoffe, solange sie nicht durch Additive und/oder durch die Werbung heterogen gemacht wurden.
Weisen Güter hingegen unterschiedliche Eigenschaften auf, so sind sie nicht mehr beliebig austauschbar. Dies mindert den Wettbewerb zwischen den Anbietern. Materielle Güter sind im Allgemeinen nicht homogen, da ihre Beschaffung standortabhängig und mit unterschiedlichen Kauferlebnissen verbunden ist. Ein typisches Beispiel für heterogene Güter sind Autos, die sich in Qualität, Ausstattung, Markenimage etc. unterscheiden.

### Nach Art der Informationsasymmetrie
Die Theorie der Informationsökonomik unterscheidet nach der Art der Informationsasymmetrie zwischen Anbieter und Nachfrager. Besitzt der Anbieter eines Gutes mehr Informationen über das Gut als der Nachfrager, herrscht Informationsasymmetrie.
- Such- bzw. Inspektionsgüter (englisch search goods): die Güter sind vor dem Kauf überprüfbar, z. B. Buch, DVD, sodass die Informationsasymmetrie niedrig ist.
- Erfahrungsgüter (englisch experience goods): die Qualität des Gutes lässt sich erst nach Vertragsschluss feststellen, z. B. ein Friseurbesuch. Mittlere Informationsasymmetrie.
- Vertrauensgüter (englisch credence goods): die Qualität ist abhängig von stochastischen Faktoren; die Informationskosten über die Qualität des Anbieters für den Nachfrager sind sehr hoch, z. B. ärztliche Versorgung, Anlageberatung. Das Vertrauen in die Qualität muss meist die Informationssuche ersetzen, was zu einer hohen Informationsasymmetrie führt.

### Nach Möglichkeit des Transports
Handelbare und nicht handelbare Güter
Es existieren handelbare (englisch tradeables) und nicht handelbare Güter (englisch non-tradeables), wobei nicht handelbare Güter durch zu hohe Transaktionskosten (etwa Transportkosten) oder andere Gründe nicht international gehandelt werden. Beispiele für nicht handelbare Güter sind Dienstleistungen und Immobilien.
Die Unterscheidung von Gütern nach ihrer Handelbarkeit spielt insbesondere im Rahmen der Außenhandelstheorie und anderer wirtschaftstheoretischer Konzepte eine Rolle. So erklärt beispielsweise der Balassa-Samuelson-Effekt internationale Preis- und Inflationsunterschiede mit der Existenz nicht handelbarer Güter.
Mobilien und Immobilien
Volkswirtschaftlich werden Sachgüter, die bewegt (transportiert) werden können, Mobilien genannt. Sachgüter, die unbeweglich sind, heißen Immobilien. Damit ist der volkswirtschaftliche Immobilienbegriff breiter aufzufassen als der des allgemeinen Sprachgebrauchs. Volkswirtschaftlich zählen hierzu nicht nur Gebäude oder Grundstücke, sondern auch Straßen und Stromleitungen.

### Nach Wohlfahrtswirkungen
Ein meritorisches Gut ist ein Gut, das aus gesellschaftlicher Sicht nicht in ausreichendem Maß nachgefragt wird. Analog hierzu ist ein demeritorisches Gut ein Gut, das aus gesellschaftlicher Sicht zu stark nachgefragt wird. Bei beiden Güterarten gibt es diverse Gründe für dieses „falsche“ Nachfrageverhalten: irrationale Entscheidungen, unvollständige Information, falsche Zeitpräferenzraten und externe Effekte.

## Ungüter
Waren und Dienstleistungen, deren Nutzen oder Grenznutzen negativ sind, werden wirtschaftswissenschaftlich als „Ungut“ (teilweise auch „Missgut“, „Last“ oder „Übel“; englisch bad) bezeichnet. Sie zeichnen sich dadurch aus, dass der Konsument (entgegen einem „Gut“) möglichst wenig von ihnen haben möchte; der Nutzen also bei steigender Menge abnimmt (statt zunimmt). Klassische Beispiele dafür sind Müll oder Schadstoffe: Man ist bereit, Geld dafür auszugeben, dieses „Ungut“ zu vermeiden, da es einen negativen Nutzen stiftet. Innerhalb der Produktionstheorie werden Ungüter eingeteilt in Redukte, falls sie während der „Produktion“ (in diesem Fall eine Reduktion) vernichtet werden (z. B. in Müll in einer Müllverbrennungsanlage), und in Abprodukte, falls sie dabei erzeugt werden (Abwasser, Abgase etc.). Ihre Erzeugung wird mit negativen Gewinnen oder Deckungsbeiträgen modelliert und ihre Beschaffung mit negativen Kosten.